# يوحنا المصري (قديس)
القديس يوحنا المصري (توفي عام 394م) ويعرف بيوحنا الناسك، كان رجل مسيحي ورع من وادي النطرون في أطراف الصحراء الشمالية الغربية من مصر. بدأ حياته كنجار، ثم اتجه نحو التنسك بعد تلقيه دعوة الاهية للاعتكاف والتعبد. بحسب البان باتلر، كاتب سير القديسين، قام القديس يوحنا بالعديد من الأعمال العجائبية بقوة روح القدس مثل: نقل الصخور، وإعادة إحياء الأشجار اليابسة. ثم اتجه نحو الابتعاد عن التخالط مع البشر، واعتزل في أحد قمم التلال في المنطقة لمدة خمسين سنة، حتى توفي هناك.
قال عنه القديس اغوسطينوس أنه جابه إغراءات الشيطان، كما قام بشفاء المرضى بطريقة عجيبة، ومن ذلك: شفاء امرأة عمياء عن طريق الظهور لها برؤية وذلك لتجنب الاختلاط بها. كما أنه امتلك القدرة الطبيعية للتنبؤ. وكان يتكلم مع الناس من خلال نافذة مرتين في الأسبوع. وكان يتنبأ بحوادث مستقبلية، كما كان يسرد حقائق حول أشخاص لم يقابلهم من قبل. إضافة إلى أنه كان يتنبأ بانتصارات الإمبراطور ثيودوسيوس الأول العظيم.
بحسب باتلر، كان يوحنا يصلي دون انقطاع، وفي آخر ثلاثة أيام من حياته، صام عن الأكل والشرب، وكل النشاطات ما عدا الصلاة. واكتشفت جثته في خلوته وهي بوضعية الصلاة.
يعتبر يوم 27 مارس يوم شفاعته.